# Brachiolia
Brachiolia es un género de polillas tortrícidas categorizado en la tribu Tortricini, de la subfamilia Tortricinae. Fue descrito por Józef Razowski en 1964.

## Especies
- Brachiolia amblopis (Meyrick, 1911)
- Brachiolia egenella (Walker, 1864)
- Brachiolia obscurana Razowski, 1966
- Brachiolia wojtusiaki Razowski, 1986